# جواب كبير
الجوّاب الكبير أو الجوّاب الأكبر (الإسم العلمي:Geococcyx californianus)، هو نوع من الطيور يتبع جنس الجوّاب ضمن فصيلة طيور الوقواق.